# ماه‌گرفتگی آوریل ۲۰۱۳

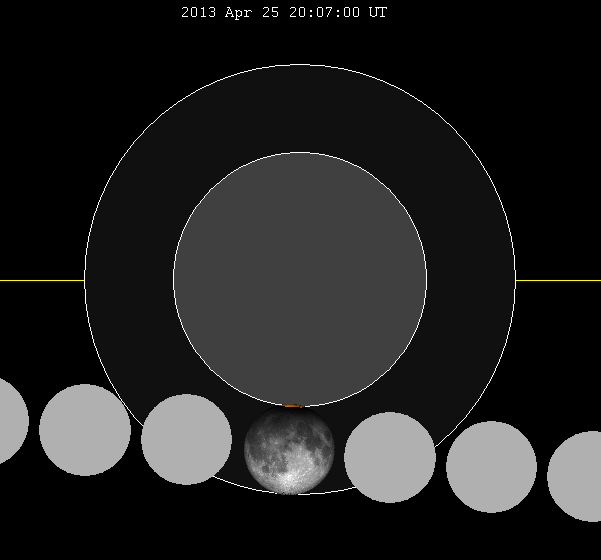
این گرفتگی جزئی تنها با مرز جنوبی سایه زمین برخورد دارد.

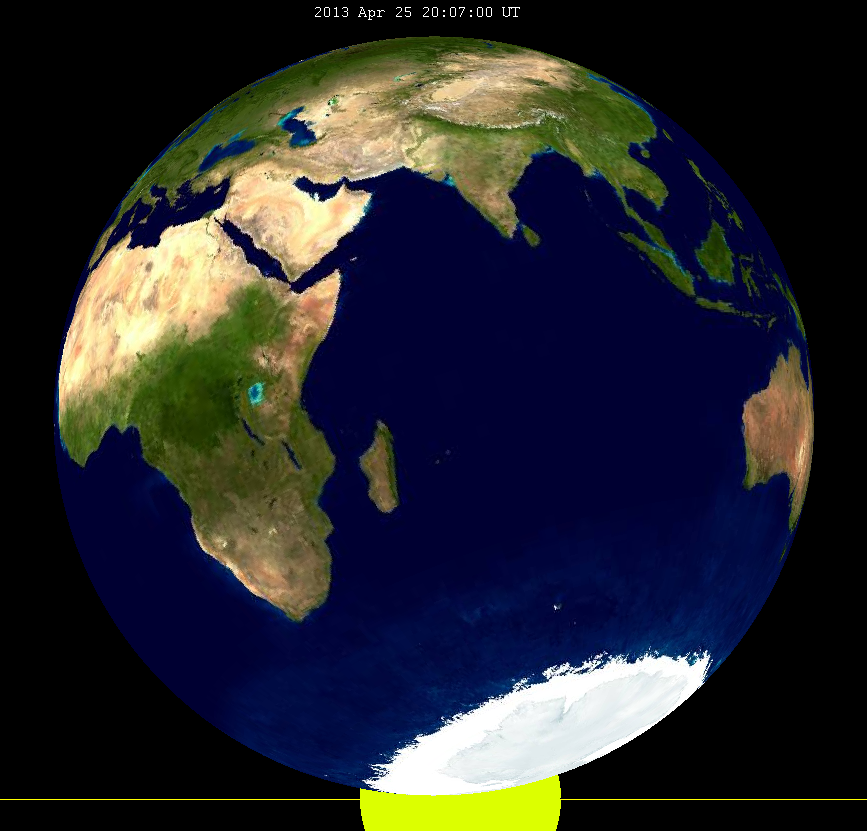
این ماه گرفتگی بطور عمده از اروپا، آفریقا، آسیا و استرالیا قابل رویت بود.

ماه‌گرفتگی ۶ اردیبهشت ۱۳۹۲ (۲۶ آوریل ۲۰۱۳) یک ماه‌گرفتگی جزئی بود. شروع گرفتگی به وقت ایران ۲۴ دقیقه بامداد جمعه ۶ اردیبهشت (ساعت ۱۹:۵۴؛ ۲۵ آوریل، بوقت جهانی) بوده‌است. این گرفتگی که شامل بخش بسیار کوچکی از ماه بوده در آسیا، استرالیا، اروپا، آفریقا، اقیانوسیه، جنوبگان و بخش کوچکی از شرق برزیل قابل رؤیت بود.
در این هنگام سایه زمین فقط کمتر از یک درصد از سطح ماه را پوشاند، سپس ماه شروع به بازشدن کرده و در ۵۱ دقیقه بامداد این ماه گرفتگی به پایان رسد.
به دلیل ناچیز بودن درصد گرفتگی تشخیص آن با چشم غیرمسلح دشوار بوده‌است.
دامنه گرفت (به وقت ایران):
- آغاز: ۲۴ دقیقه بامداد
- حداکثر: ۳۷ دقیقه بامداد
- پایان: ۵۱ دقیقه بامداد
- حداکثر پوشیدگی قرص ماه: ۶۱ صدم درصد